# Rhypholophus wasatchensis
Rhypholophus wasatchensis là một loài ruồi trong họ Limoniidae. Chúng phân bố ở miền Tân bắc.